# Spelaeobochica
Genre
Spelaeobochica est un genre de pseudoscorpions de la famille des Bochicidae.

## Distribution
Les espèces de ce genre sont endémiques du Brésil. Elles se rencontrent dans des grottes.

## Liste des espèces
Selon Pseudoscorpions of the World (version 3.0) :
- Spelaeobochica allodentatus Mahnert, 2001
- Spelaeobochica muchmorei Andrade & Mahnert, 2003

et décrites depuis :
- Spelaeobochica goliath Viana, Souza & Ferreira, 2018
- Spelaeobochica mahnerti Viana & Ferreira, 2020
- Spelaeobochica iuiu Ratton, Mahnert & Ferreira, 2012

## Publication originale
- Mahnert, 2001 : Cave-dwelling pseudoscorpions (Arachnida, Pseudoscorpiones) from Brazil. Revue Suisse de Zoologie, vol. 108, no 1, p. 95-148 (texte intégral).